# Phạm Văn Tẩn
Phạm Văn Tán (chữ Hán: 范文贊, ?-510?), còn có tên gọi khác là Phạm Văn Tẩn, Phạm Văn Tổn, là vua Chăm Pa từ 498 đến năm 510. Thân phụ Phạm Văn Tẩn là Phạm Chư Nông bị bão đánh chìm trong một chuyến đi sang Nam Tề, Phạm Văn Tẩn trở thành vị tân vương của Chăm Pa.
1. ↑  "南史 - 中國哲學書電子化計劃". ctext.org (bằng tiếng Trung). Truy cập ngày 10 tháng 12 năm 2024.
2. ↑  Khả năng cao là đọc sai từ tên "Tán" được ghi chép trong Nam sử